# Тюрк-Телеком-Арена
«Тюрк Телеком Арена» (тур. Türk Telekom Arena; під час матчів УЄФА — «Алі Самі Єн») — футбольний стадіон у Стамбулі, Туреччина. Домашня арена футбольного клубу «Галатасарай», вміщує 52,652 глядачів.